# Prototype Technology Group
Prototype Technology Group est une écurie de course automobile américaine basée à Winchester (Virginie) et fondée par Tom Milner. Elle a participé aux championnats Grand-Am, American Le Mans Series et SCCA Pro Racing World Challenge en engageant des BMW jusqu'en 2006 puis des Panoz à partir de 2007.
En 2010, l'écurie se concentre sur la mise au point de la nouvelle Panoz Abruzzi qui fait sa première apparition au Petit Le Mans, la dernière épreuve de la saison ALMS, mais ne participe pas à la course,.
La société est dissoute au début de l'année 2013.

## Palmarès
- United States Road Racing Championship
  - Champion dans la catégorie GT3 en 1998 (Classements équipe et pilote avec Ross Bentley)
- 24 Heures de Daytona
  - Vainqueur de la catégorie GT3 en 1998 avec Bill Auberlen, Boris Said, Peter Cunningham et Marc Duez
- American Le Mans Series
  - Champion dans la catégorie GT en 1999 avec Ross Bentley
- SCCA Pro Racing World Challenge
  - Champion dans la catégorie TC en 2003 et 2004 avec Bill Auberlen

## Pilotes
| - Bill Auberlen - Ross Bentley - Terry Borcheller - Brian Cunningham - Peter Cunningham |  | - Marc Duez - Joey Hand - Ian James - Niclas Jönsson - Darren Law |  | - Anthony Lazzaro - Tom Milner Jr. - Boris Said - Hans-Joachim Stuck - Johannes van Overbeek |